# Wacław Bąk
Wacław Bąk – polski psycholog, doktor habilitowany nauk społecznych, profesor nadzwyczajny na Wydziale Nauk Społecznych Katolickiego Uniwersytetu Lubelskiego Jana Pawła II.

## Życiorys
Uczęszczał do Liceum Ogólnokształcącego im. Stanisława Wyspiańskiego w Bieczu, gdzie w 1993 zdał maturę. Studia magisterskie z psychologii ukończył w 1999 na Katolickim Uniwersytecie Lubelskim broniąc pracę magisterską pt. „Struktura systemu Ja a nasilenie lęku egzystencjalnego" napisaną pod kierunkiem prof. dr hab. Piotra Olesia. W 2005 uzyskał doktorat (tytuł pracy: „Kognitywno-afektywne aspekty rozbieżności w systemie Ja - studium na gruncie teorii E.T. Higginsa") w zakresie nauk humanistycznych, a w 2018 habilitację (tytuł pracy: „Standardy Ja. Hierarchiczny model samowiedzy") w zakresie nauk społecznych w Katolickim Uniwersytecie Lubelskim Jana Pawła II.
Od 2005 został zatrudniony na stanowisku asystenta w Katedrze Psychologii Osobowości Instytutu Psychologii KUL, od 2008 na stanowisku adiunkta, a od 2021 na stanowisku profesora uczelni. W latach 2020-2024 pełnił funkcję dyrektora Instytutu Psychologii KUL.

## Wybrane publikacje
- Relationship between self-assessed health and life satisfaction in older adults: the moderating role of ego-resiliency, w: „Ageing & Society” (2023)
- Adaptive self-concept as a predictor of dispositional mindfulness, w: „Personality and Individual Differences” (2022)
- In search for the adaptive self: A model of adaptive self-concept, w: „Roczniki Psychologiczne” (2020)[3]